# Wahbi Khazri
Wahbi Khazri (arabiska: وهبي خزري), född 8 februari 1991 i Ajaccio, är en franskfödd tunisisk fotbollsspelare som spelar för Montpellier och Tunisiens fotbollslandslag.

## Karriär
Den 31 augusti 2017 lånades Khazri ut till Rennes för resten av säsongen 2017/2018. Den 17 juli 2018 värvades Khazri av Saint-Étienne, där han skrev på ett fyraårskontrakt.
Den 27 juni 2022 värvades Khazri av Montpellier.